# Замок Гантінгтон
Замок Гантінгтон (англ. Huntington Castle, Clonegal Castle) — замок Клонегал — один із замків Ірландії, розташований в графстві Карлоу, на території землі Клонегал.

## Історія замку Гантінгтон
Замок Гантінгтон був побудований у XV столітті ірландським кланом Кавінесс і слугував резиденцією вождя цього клану. Пізніше замок захопив барон Есмонд. На початку XVII століття Ірландія була повністю завойована Англією. Останні незалежні ірландські королівства впали. Замок був використаний як форпост та опорний пункт для англійської колонізації Ірландії — ірландців виганяли з їхніх земель, і ці землі заселялись англійськими та шотландськими колоністами. Замок займав стратегічне положення. Тому під час повстання за незалежність Ірландії, яке почалось в 1641 році, за цей замок точились бої. Замок взяли під свій контроль повстанці і над замком замайорів прапор Ірландської конфедерації. І тільки в 1650 році військам Олівера Кромвеля вдалось взяти замок штурмом під час їхнього походу на Кілкенні.
Нині замок Гантінгтон відкритий для туристів та громади. Екскурсії проводять протягом червня — вересня включно. Замок був використаний для зйомок фільму «Баррі Ліндон» режисера Стенлі Кубрика. Підземелля замку Гантінгтон у свій час використовувала секта «Братство Ізіди» для своїх релігійних містерій починаючи з 1976 року. У замку проводився фестиваль «Солас» у серпні 2008 року. Засновниками фестивалю були Олівія Робертсон, її брат Лоуренс Дардін-Робертсон, його дружина Памела Дардін-Робертсон.

## Сад навколо замку Гантінгтон
Родина Есмонд заклала в Ірландії чимало садів в XVII столітті. У тому числі і сад біля замку Гантінгтон. У саду були посаджені липи, тиси, дуби, ялини, сосни, каштани, облаштовані газони біля самого замку, вириті ставки по обидва боки від центральної алеї. Ставки були облаштовані з декоративною метою, але теоретично в них можна було б розводити рибу. У ХІХ столітті біля замку була зроблена гідротурбіна, яка забезпечувала замок електрикою. Біля замку є річка Деррі, яка утворює кордон між графствами Вексфорд та Карлоу. Річка утворює елемент пейзажу приємний для прогулянок в оточуючому лісі.

## Привиди замку Гантінгтон
Про замок Гантінгтон складено багато легенд. Розповідають, що біля замку і навіть у самому замку бачили привиди друїдів. Розказують, що ці привиди могли накликати смерть на людину, створити туман, вогонь, кривавий дощ. Розказують, що ці привиди друїдів приносили в жертву чоловіків і жінок своїм богам. Ще розповідають, що привиди друїдів неодноразово рятували замок від облоги та штурму.